# Ала ад-Дин Атсыз Гури
 Ала ад-Дин Атсыз (перс. علاء الدین اتسز‎‎; ? — 1214) — султан Гуридского султаната (1213—1214). Родственник и преемник Баха ад-Дина Сама III.

## Биография
Ала ад-Дин Атсыз был сыном Ала ад-Дина Хусейна (? — 1161), султана Гуридского государства в 1149-1161 годах. После смерти Ала ад-Дина Хусейна Атсыз был очень молод, и наследование перешло к его брату Сайф ад-Дину Мухаммаду, который вскоре умер в 1163 году, и ему наследовал его двоюродный брат Гийас ад-Дин Мухаммад (1163—1202). Когда Атсыз стал взрослым, он начал служить Гийасу и брату последнего Муиз ад-Дину Мухаммеду. После смерти Гийаса в 1202 году вожди Гуридов поддержали Атсыза, чтобы он стал новым правителем династии Гуридов. Однако Муиз ад-Дину удалось удержать его подальше от гуридских вождей и отправить ко двору его родственников в Бамиан, где дочь Атсыза вышла замуж за старшего сына бамианского правителя Баха ад-Дина Сама II (? — 1206).
После смерти Муиз ад-Дина в 1206 году его племянник Гийас ад-Дин Махмуд сменил его на посту правителя династии Гуридов. Атсыз, однако, бросил вызов правлению Гийаса ад-Дина Махмуда и потребовал трона для себя, а также попросил помощи у династии Хорезмшахов, которая отклонила его просьбу. Гийас ад-Дин Махмуд позже умер в 1212 году, и ему наследовал его сын Баха ад-Дин Сам III, который через год был перевезен хорезмийцами в Хорезм, которые в конце концов согласились помочь Атсызу и заставили его взойти на гуридский трон.
Год спустя, однако, Ала ад-Дин Атсыз был убит тюркским гулямом Таджуддином Йылдызом, и ему наследовал его двоюродный брат Ала ад-Дин Али (1214—1215).